# 에센셜 폰
에센셜 폰(Essential Phone, 공식 명칭: Phone 또는 PH-1)은 안드로이드의 공동 창업자 앤디 루빈에 의해 설계된 안드로이드 스마트폰으로서 제조, 개발, 마케팅은 에센셜 프로덕츠가 맡았다. 이 전화는 2017년 5월 30일 공개되었다.
에센셜 폰은 티타늄, 세라믹 바디, 고릴라 글래스로 보호되는 디스플레이, 듀얼 렌즈 카메라(그 중 한 렌즈는 흑백 사진 전용 센서)를 갖추고 있다. 360도 카메라를 장치 위에 부착할 수 있다.

## 역사

### 출시 이전

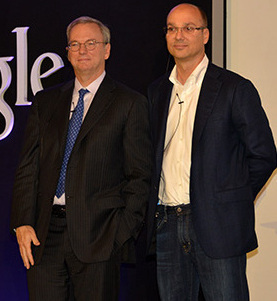
에릭 슈미트와 앤디 루빈

블룸버그는 2017년 1월, 2005년에 구글에 인수된 안드로이드 운영 체제의 공동 설립자 앤디 루빈이 최초의 하드웨어 제품이 "에센셜" 폰이 될, 에센셜(Essential)이라는 이름의 새로운 하드웨어 기업의 발표를 준비하고 있다고 보고하였다.
이 전화는 2017년 3월 27일 루빈에 의해 게시, 트윗되며 모습을 처음 드러냈다. 트위트의 인용에 따르면 알파벳의 회장 에릭 슈밋은 이 전화가 안드로이드를 실행할 것임을 확인했다. 공식 발표 며칠 전, 에센셜은 스마트폰에 부착되는 360도 카메라의 사진을 트윗했다. 더 버지는 루빈의 기술 콘퍼런스에서 관객 앞 발표 수시간 전 2017년 5월 30일 이 장치에 대해 단독 보고하였다.

## 사양

### 하드웨어
에센셜 폰은 티타늄, 세라믹 몸체가 있으며, 고릴라 글래스 5로 보호되는 19:10 화면비의 디스플레이를 갖추고 있으며, 스냅드래곤 835 프로세서, 4 GB의 RAM, 128 GB의 스토리지를 탑재하고 있다. 이 전화에는 2개의 13 MP 카메라(f/1.85 렌즈)가 있으며 그 중 하나는 흑백 사진의 전용 모노크롬 센서 역할을 한다. 전면 카메라는 8 MP 센서(f/2.2 렌즈)가 포함된다. 블랙, 그레이, 화이트, 오션 뎁스(Ocean Depths) 색으로 판매된다. 360도 카메라를 기기 최상단에 장착할 수 있으며 충전 독 액세서리 또한 이용할 수 있다. USB-C 단자가 있으나 3.5 mm 폰 커넥터는 없다.
두 번째 클릭 커넥터 장치는 충저너 독이 된다. 2018년 1월 기준으로 헤드폰 잭이 있는 액세서리가 개발되고 있으며, 더 많은 액세서리들이 출시될 예정이었지만 에센셜 프로덕츠의 폐업으로 불가능해졌다,

### 네트워크 호환성
에센셜 폰은 미국의 4대 무선 통신사업자들과 호환되지만, 독점 파트너사는 스프린트이다. 캐나다에서는 텔러스가 독점 파트너사이다.
2017년 7월, 에센셜은 다른 시장에 에센셜 폰을 판매할 계획이 있다고 보고되었으며 여기에는 EE와의 파트너십 가능성이 있는 영국, 그리고 일본, 유럽이 포함된다.
| 대역                                           | 대역              | 대역                  | 대역                                      | 대역                              | 대역                        |
| CDMA EV-DO Rev. A (코드분할다중접속 대역 번호) | GSM (MHz)         | UMTS (UMTS 대역 번호) | 롱 텀 에볼루션 (E-UTRA 대역 번호)         | 롱 텀 에볼루션 (E-UTRA 대역 번호) | TD-SCDMA (E-UTRA 대역 번호) |
| ---------------------------------------------- | ----------------- | --------------------- | ----------------------------------------- | --------------------------------- | --------------------------- |
| 0, 1, 10                                       | 850/900/1800/1900 | 1, 2, 4–6, 8          | 1–8, 11–13, 17, 20, 21, 25, 26, 28–39, 66 | 38–43                             | 34, 39                      |

### 소프트웨어
에센셜 폰은 수정이 없는 안드로이드를 구동한다. 언락된 부팅 기능이 있으므로 중요 개발자 커뮤니티가 잠재적으로 소프트웨어를 더 수정할 수 있게 허용한다. 루빈은 2017년 8월 16일 블로그 게시물을 게시하면서 2년의 안드로이드 업데이트와 3년의 월별 보안 패치를 약속하였다.

## 스페셜 에디션
2018년 2월, 에센셜 웹사이트에 이 전화에 대해 새로운 3가지 색이 판매될 것으로 발표되었으며, 그 색으로는 Ocean Depths, Stellar Gray, Copper Black이 포함된다.
아마존 에센셜 폰 한정판 또한 "헤일로 그레이"(halo grey)색으로, 알렉사가 내장되면서 그 달 런칭되었다.

## 문제점

### 멜트다운과 스펙터
2018년 1월, 이 전화에는 멜트다운과 스펙터 취약점을 수정하는 패치를 이 문제가 드러난 직후 긴급하게 제공되었다. 이 일이 있기 전까지 구글의 전화만이 이 취약점들이 패치되었다.

### 판매 지연
루비는 2017년 5월 30일 에센셜 폰이 약 30일 내에 배송될 것이라 발표하였다 (예: 2017년 6월). 예정된 일정에 충족되지 않았고 에센셜은 매체들에 응답하지 않았다. 7월 중순, 루빈은 잠재적인 고객들에게 이메일을 보내어 통신사 인증과 테스팅이 진행 중임을 언급했으며 수주 안에 이 장치가 배송될 것으로 예측하였다. 수차례의 지연과 정확한 출시일의 미비 이후 베스트 바이는 에센셜 폰을 목록에 올려놓았으며, 8월 17일 본격화되었다. 2017년 8월 9일, 루빈은 이 전화가 대량 생산되고 있으며 출시일이 다음 주에 발표될 것이라 발표하였다. 그 이후 루빈이 고객들에게 보낸 이메일에 따르면 에센셜 폰은 8월 넷째 주에 배송이 시작됨이 확인되었다. 8월 25일 일괄 배송이 시작되었다.

### 고객 데이터 유출
2017년 8월 29일, 에센셜 폰을 주문한 수백 명의 고객들이 @essential 주소로부터 이메일을 받기 시작했다는 보고가 등장하였다. 이 이메일에는 "최근의 주문의 처리를 완료하기 위한 정보 확인을 위해" 공식적으로 보이는 고객의 포토 ID의 요청이 포함되었다. 나중에 에센셜의 트윗에 따르면 일부 고객들이 받은 최근 이메일에 대해 인지하였으며 조사 중이며 문제를 해소할 단계를 밟고 있다고 이야기했다. 루빈은 개인적인 사과의 의미로 이번 영향을 받은 고객들에게 1년 간의 라이프록(LifeLock)을 제공했다. 약 70명의 사람들이 영향을 받았다. 일부 고객들의 운전면허증이 이메일을 통해 유출되기도 했다. 데이터 유출로 영향을 받은 고객들은 전화를 무료로 받았다.

## 후속 제품
에센셜의 디자이너에 따르면 PH-2가 현재 개발 중이다.

## 같이 보기
- 스마트폰 비교
- 모토로라 모토 Z: 360도 카메라 액세서리를 갖춘 다른 모듈 방식의 전화

## 추가 문헌
- Android Central — Essential offers a sneak peek at its camera capabilities